# Lagtingsvalget 1910
Lagtingsvalget på Færøerne 1910 blev afholdt 12. februar 1910 - der var kun valg i den nordlige del af landet. Sambandsflokkurin gik 6% frem, men mandatfordeligen mellem de to partier forblev uændret.

## Resultater
| Parti                 | Stemmer | Mandater i Lagtinget | Ændring fra 1908 (mandater) | Ændring fra 1908 (%) |
| --------------------- | ------- | -------------------- | --------------------------- | -------------------- |
| Sambandsflokkurin     | 72,3 %  | 13                   | —                           | 6,2                  |
| Sjálvstýrisflokkurin  | 24,3 %  | 7                    | —                           | -9,6                 |
| Uafhængige kandidater | 3,4 %   | 0                    | ny                          | 3,4                  |

## Eksterne Henvisninger
- Hagstova Føroya — Íbúgvaviðurskifti og val (Færøsk statistik)